# Lamutski jezik
Lamutski jezik (even, eben, ewen, ilqan, lamut, orich, evenski), jedan od tunguskih jezika uže sjevernotunguske skupine, kojim govori oko 7.170 Evena ili Lamuta, plemena u Habarovskom kraju, Jakutiji, Magadanskoj oblasti i na Čukotskm i Kamčatskom poluotoku, od ukupno 19.071 etničkih pripadnika (2002 popis).
Postoje mnogi dijalekti imenovani po lokalitetima. U upotrebi su i jakutski [sah] i ruski [rus]. Lamuti su sobogojci i lovci

## Vanjske poveznice
- Ethnologue (14th)
- Ethnologue (15th)